# Moti di Genova
I moti di Genova o sacco di Genova sono l'insurrezione di ispirazione anti-asburgica e mazziniana e il conseguente sacco subito dalla città di Genova ad opera dell'esercito sabaudo tra giovedì 5 aprile e mercoledì 11 aprile 1849. Tra i protagonisti che si posero alla vana difesa della città vi furono il geologo e uomo politico italiano Lorenzo Pareto – comandante della Guardia civica – e lo studente universitario e militare a Custoza, Alessandro De Stefanis.

## Antefatto
La napoleonica Repubblica Ligure cessò di esistere a seguito del proclama del generale William Bentinck del 26 aprile 1814, che ricostituiva la Repubblica di Genova retta dallo statuto del 1576. Le risoluzioni del Congresso di Vienna, nel 1815, determinarono l'annessione della Repubblica al Regno di Sardegna.
Nei giorni successivi all'armistizio firmato il 25 marzo 1849 a Vignale (quartiere di Novara) da Vittorio Emanuele II di Savoia appena subentrato al padre Carlo Alberto sul trono e il generale austriaco Josef Radetzky, nel capoluogo ligure il malcontento popolare e la sostanziale sfiducia nei sabaudi, uniti al rimpianto per la perduta indipendenza e col timore di passare sotto il dominio dell'Impero asburgico, sfociarono in una serie di tumulti.
I tumulti cittadini portarono alla temporanea restaurazione in Genova di un governo autonomo da Torino. I moti furono guidati dai mazziniani, con a capo Lorenzo Pareto, Emanuele Celesia e Giuseppe Avezzana. Per sedare la rivolta venne inviato il generale Alfonso La Marmora con l'esercito sardo del quale facevano parte reparti del corpo scelto dei Bersaglieri.

## L'attacco alla città
La Marmora, giunto di fronte alla porta della Lanterna, simbolo della città, fingendo di voler trattare con gli assediati, attaccò senza preavviso i difensori conquistando la posizione strategica; successivamente i piemontesi conquistarono con l'inganno anche il palazzo del Principe e dopo una notte di strenua resistenza i difensori, asserragliati a Villa Bonino, dovettero cedere a duecento bersaglieri.
La battaglia vide anche l'eroica azione di Alessandro De Stefanis. Sconfitto nel tentativo di riprendere il Forte Begato, venne raggiunto, nonostante si fosse nascosto in un casolare, da un manipolo di bersaglieri che infierirono sul giovane ferendolo gravemente. De Stefanis morì dopo ventotto giorni di agonia.
I Genovesi confidavano molto sull'arrivo della Divisione Lombarda, composta da volontari, che avrebbe potuto modificare il corso gli avvenimenti; la divisione era comandata dal generale Manfredo Fanti. Il generale, nonostante la volontà dei suoi soldati di portare aiuto a Genova, operò in modo tale da non giungere in tempo a soccorrere la città.
Il Fanti nonostante questo comportamento venne comunque sospettato di tradimento nei confronti del re. Le indagini militari lo assolsero, ma venne comunque allontanato dall'Esercito e riammesso dopo breve tempo, tanto da comandare una brigata sabauda in Crimea.
In porto era presente una nave da guerra britannica, la H.M.Vengeance, il cui comandante, Charles Philip Yorke, duca di Hardwicke, agì da intermediario fra gli insorti e il generale La Marmora.

## Razzie nella città conquistata
Durante il pesante bombardamento del 5 aprile le truppe piemontesi presero di mira le abitazioni civili e persino l'ospedale di Pammatone (già Portoria, poi Piccapietra), sparando dalle batterie di San Benigno. Gli insorti genovesi resistettero fino all'11 aprile all'occupazione della città da parte di un corpo di spedizione di 25 000-30 000 uomini.
Le truppe piemontesi entrarono in città, poi si abbandonarono alle violenze contro la popolazione civile. Secondo le pagine scritte dall'Anonimo:
(Della rivoluzione di Genova nell'aprile 1849, Anonimo, con Prefazione datata Marsiglia, novembre 1849,
Italia, Tip. Dagnino, 1850.)
L'entità delle violenze fu enorme, poiché si dispiegò anche su quelle zone della città rimaste estranee agli scontri e perché, secondo diverse testimonianze, venne avallata dal consenso degli ufficiali. Le vessazioni subite dai genovesi non cessarono dopo la presa di possesso della città. Seguì l'instaurazione dello stato d'assedio, che generò una nuova serie di abusi e limitazioni delle libertà civili.
Il clima che circondò le truppe piemontesi causò seri contraccolpi a Torino. I crimini contro la popolazione genovese furono documentati e condannati da una commissione d'inchiesta del Parlamento subalpino.
In compenso, il governo piemontese concesse una rapida e completa amnistia agli insorti, tanto che in anni successivi Pareto fu Presidente della Camera dei Deputati e Senatore, Avezzana venne reintegrato nell'esercito e Celesia divenne assessore comunale, oltre a ottenere diverse cariche in ambito pedagogico e universitario.

## La lettera del re al generale La Marmora
Vittorio Emanuele II scrisse al generale La Marmora (originale vergato in lingua francese):
Spero che la nostra infelice nazione aprirà finalmente gli occhi e vedrà l'abisso in cui si era gettata a testa bassa.
Occorre molta fatica per trarla fuori ed è proprio suo malgrado che bisogna lavorare per il suo bene; che ella impari per una volta finalmente ad amare gli onesti che lavorano per la sua felicità e a odiare questa vile e infetta razza di canaglie di cui essa si fidava e nella quale, sacrificando ogni sentimento di fedeltà, ogni sentimento d'onore, essa poneva tutta la sua speranza. Dopo i nostri tristi avvenimenti, di cui avrete avuto i dettagli in seguito a un mio ordine, non so neppure io come sia riuscito in mezzo a tante difficoltà a trovarmi al punto in cui siamo. Ho lavorato costantemente notte e giorno, ma se ciò continua così ci lascio la pelle, che avrei voluto piuttosto lasciare in una delle ultime battaglie.
Parlerò alla deputazione con prudenza; saprà tuttavia la mia maniera di pensare. Vedrete le condizioni; mi è stato necessario combattere con il Ministero, perché Pinelli spesso si mostra molto debole.
Penso di lasciarvi ancora qualche tempo a Genova; fate tutto quel che giudicherete opportuno per il meglio. Ricordatevi, molto rigore con i militari compromessi. Ho fatto mettere De Asarta e il Colonnello del Genio in Consiglio di guerra. Ricordatevi di far condannare dai tribunali tutti i delitti commessi da chiunque e soprattutto nei confronti dei nostri ufficiali; di cacciare immediatamente tutti gli stranieri e di farli accompagnare alla frontiera e di costituire immediatamente una buona polizia.
Ci sono pochi individui compresi nella nota, ma si dice che occorre clemenza. Informateci su ciò che succederà, sullo stato della città, sul suo spirito, su coloro che hanno preso più parte alla rivolta, e cercate se potete di far sì che i soldati non si lascino andare a eccessi sugli abitanti, e fate dar loro, se necessario, un'alta paga e molta disciplina soprattutto per coloro che vi inviamo; saranno seccati di non arrivare a tempo.
Conservatemi la vostra cara amicizia, e conservatevi per altri tempi che, a quanto credo, non saranno lontani, in cui avrò bisogno dei vostri talenti e del vostro coraggio.
Li 8 aprile 1849
Vostro affezionatissimo
Vittorio»

## La targa alla memoria
La "pace" tra Genova e i Bersaglieri fu siglata nel 1994, quando la città accettò di ospitare il 42º raduno nazionale del corpo, con Amedeo di Savoia-Aosta nelle vesti di "paciere".
Il 26 novembre 2008 il consiglio comunale di Genova, su richiesta del Movimento Indipendentista Ligure, ha fatto apporre sul marciapiede di fronte alla statua del re Vittorio Emanuele II, sita in piazza Corvetto, una targa che ricorda i tragici fatti dell'aprile 1849.
Il testo della targa recita:
le truppe del Re di Sardegna Vittorio Emanuele II

al comando del generale Alfonso La Marmora

sottoposero l'inerme popolazione genovese

a saccheggi bombardamenti e crudeli violenze

provocando la morte di molti pacifici cittadini

aggiungendo così alla forzata annessione

della Repubblica di Genova al Regno di Sardegna del 1814

un ulteriore motivo di biasimo

affinché ciò che è stato troppo a lungo rimosso

non venga più dimenticato

il comune di Genova pose»